# Берге (Альтмарк)
Берге (нем. Berge) — община в Германии, районный центр, расположен в земле Саксония-Анхальт.
Входит в состав района Зальцведель. Подчиняется управлению Гарделеген Штадт. Население составляет 726 человек (на 31 декабря 2006 года). Занимает площадь 28,12 км².